# Shalabhasana
Shalabhásana dêvanágari शलभ IAST śalabha. É um ásana de retroflexão deitado do ioga.
Em sânscrito shalabha é gafanhoto. Existem livros que traduzem o termo como lagosta, possivelmente por terem sido traduzidos do espanhol da Espanha em que o termo langosta que significa tanto gafanhoto quanto lagosta.

## Execução
Em decúbito frontal, coloque seus braços embaixo do abdômen com as mãos voltadas para baixo. Quanto mais próximo os cotovelos estiverem melhor. Apoie o queixo no solo e com a força das costas, glúteos e braços eleve as pernas estendidas e juntas e mantenha.

## Galeria
- Ardha Shalabhásana - Variação incompletaArdha Shalabhásana - Variação incompleta
- Sukha Shalabhásana - Variação fácilSukha Shalabhásana - Variação fácil
- Rája Shalabhásana - Variação completaRája Shalabhásana - Variação completa
- Mahá Shalabhásana - Variação mais que completa.Mahá Shalabhásana - Variação mais que completa.